# 金堆镇
金堆镇位于陕西渭南市华州区境内，地处秦岭东部，和洛南、蓝田、华阴交界，矿产资源丰富，有大型的钼矿床。境内山谷河流纵横，有文峪河、嵩坪河、栗峪河、栗西河一直向南汇入洛河。境内山势陡峭，风景秀丽。本地盛产核桃、木耳、土豆、玉米。

## 行政区划
下庙镇下辖以下地区：
北村、朱张村、铁里村、同家村、吉饶村、南堡村二、吉河村、柿村、二合村、枣园村、腰村、处仁口村、东峪村、胜山村、寺底村、刘堡村、老年村、西湾村、大王村、罗吝村、寺前村、薛底村、忠靳村、南麦村、堡底村、西峪村、南堡村一、拆头村、留马村、小村、安饶村、宋斜村、候崖村、胡磊村、东阳村、朝良村、泽口村、里寺村、江村、南候村和北候村。